# 君嶋祐子
君嶋 祐子（きみじま ゆうこ）は、日本の法学者。専門領域は知的財産法、特に特許法・営業秘密の保護。学位は、博士（法学）（学位論文「特許無効とその手続」）。慶應義塾大学教授。日本私法学会・日本工業所有権法学会に所属。弁護士（君嶋祐子法律事務所）。

## 来歴
- 1989年 慶應義塾大学法学部法律学科卒業
- 1992年 最高裁判所司法修習修了（第44期）・弁護士登録
- 1993年 慶應義塾大学大学院法学研究科民事法学専攻修士課程修了[4]
- 1996年 慶應義塾大学大学院法学研究科民事法学専攻博士課程修了、「特許無効とその手続」で慶應義塾大学より博士（法学）の学位を取得[5]
- 2005年 ジョージ・ワシントン大学ロースクール修士課程修了

## 職歴
- 1990年 最高裁判所司法修習生（第44期）[6]
- 1992年 慶應義塾大学助手
- 1996年 慶應義塾大学法学部専任講師
- 1999年 慶應義塾大学法学部助教授
- 2003年 経済産業省特許庁工業所有権審議会委員[7]
- 2007年 慶應義塾大学法学部准教授
- 2009年 財務省関税等不服審査会委員[8]（2012年10月現在も現職[9]）
- 2012年 慶應義塾大学法学部教授

なお、中央大学法科大学院でも教鞭をとっている。

## 在外研究
- 1993年-1995年 マックス・プランク知的財産法・競争法・租税法研究所・ミュンヘン大学

## 著書
- 『知的創造時代の知的財産』（慶應義塾大学出版会、2000年）（共著）
- 『特許の有効性と侵害訴訟』（経済産業調査会、2001年）（共著）

## 論文
- 「冒認出願・共同出願違反における真の権利者の取戻請求権 -平成23年改正特許法における特許を受ける権利に基づく特許権移転請求権-」特許研究第52号32頁-44頁（2011年）
- 「平成23年改正特許法における冒認出願・共同出願違反と真の権利者の救済」慶應義塾大学斎藤和夫教授退職記念論文集・法学研究84巻12号（2011年）
- 「発明に対する財産権としての発明権 -特許を受ける権利、特許権の実体-」日本工業所有権法学会年報34号243頁（2010年）
- 「米国における冒認特許出願と真の権利者の救済 -インターフィアランス手続及び特許譲渡請求訴訟-」AIPPI 55巻1号6頁（2010年）
- 「出願審査手続の法的性質-特許拒絶査定不服審判・審決取消訴訟制度への示唆」牧野利秋判事退官記念・知的財産法と現代社会281頁（信山杜、1999年）
- 「特許無効とその手続：ドイツ法の継受とその後の展開」比較法研究58号140頁-148頁・222頁-223頁 （1997年）
- 「特許無効とその手続」法学研究68巻12号193頁（1995年）
- 「特許無効とその判断-米国特許法における再審査」法学研究67巻9号27頁（1994年）